# Osteopetróza drůbeže
Osteopetróza drůbeže (OP) je neoplastické virové onemocnění kostní tkáně u hrabavé drůbeže ve věku 2-3 měsíců a starší (zejména kohoutů); její výskyt je ale poměrně vzácný. Původcem jsou ptačí leukózní viry z čeledi Retroviridae. Terapie a prevence jsou stejné jako u lymfoidní leukózy. 

## Průběh
Osteopetróza (onemocnění s porušenou resorpcí kosti) probíhá jako chronické onemocnění dlouhých rourovitých kostí (zejména metatarzu), které jsou uniformně nebo nepravidelně ztluštělé. Drůbež se obtížně pohybuje, kulhá, nepřijímá krmivo a postupně hubne. Nemoc probíhá aleukemicky (bez změny bílého krevního obrazu); někdy se objevuje sekundární anémie způsobená progresivní redukcí hematopoézy v kostní dřeni. Teplota postižených míst je zvýšená, aniž by došlo ke změně tělesné teploty. OP se může vyskytovat samostatně, ale častěji v kombinaci s lymfoidní leukózou.
Makroskopické změny se objevují nejdříve na diafýze tibie nebo metatarzu, později na dalších dlouhých kostech, pánvi a žebrech. Periost je zesílený a kost je v různém stupni ztluštělá v důsledku asymetrických a porézních nárůstů na kompaktě. Rychle rostoucí kostní tkáň je nedostatečně mineralizována, je proto křehká, porézní a lze ji stříhat i řezat. Parenchymatózní orgány jsou atrofované, zejména slezina. Při kombinaci s lymfoidní leukózou jsou přítomny i lymfoidní nádory ve viscerálních orgánech.
Pokročilé změny jsou makroskopicky charakteristické, pouze mírné endo- a exostózy je nutné diagnostikovat histologicky. Odlišení osteopetrózy od jiných osteopatií je možné nálezem osteoidní (rachitida) nebo porózní kosti (osteoporóza) v epifýzách dlouhých kostí. Při peróze jsou kosti zkroucené, zploštělé a struktura kosti zůstává zachována.